# Louis C.K.
Louis C.K., pseudonimo di Louis Székely (AFI: [ˈseːkej]; Washington, 12 settembre 1967), è un comico, sceneggiatore, attore, produttore televisivo e regista statunitense con cittadinanza messicana.
Inizia la sua carriera scrivendo tra gli anni novanta e duemila materiale per alcuni programmi comici e per vari comici come David Letterman, Conan O'Brien, Dana Carvey e Chris Rock. È principalmente noto per la sua serie televisiva Louie e per i suoi spettacoli di stand-up comedy. Il suo nome d'arte deriva dalla pronuncia approssimativa in inglese del suo cognome ungherese.

## Biografia
Nasce a Washington, D.C. il 12 settembre del 1967, figlio di Luis Székely, un economista messicano, e di Mary Louise Davis, un'ingegnere del software statunitense d'origini irlandesi. Geza Székely Schweiger, il nonno paterno, era un chirurgo ungherese di origine ebraica, emigrato al seguito della famiglia in Messico da ragazzo, dove conobbe Rosario Sánchez Morales, sua futura moglie, una messicana di religione cattolica; i loro figli vennero educati secondo la religione della madre.
I suoi genitori si conobbero ad Harvard, dove la madre stava seguendo dei corsi di laurea estivi, e in seguito convolarono a nozze presso la St. Francis Church di Traverse City, nel Michigan. All'età di circa un anno, C.K. si trasferisce con la famiglia a Città del Messico, dove resta fino all'età di sette anni. La prima lingua che impara è lo spagnolo e conserva tuttora la cittadinanza messicana.
Ritornato negli Stati Uniti, si stabilisce a Boston, nel Massachusetts, dove ben presto scopre la sua propensione alla comicità (tra i comici che più di tutti lo colpirono ed influenzarono si possono citare: Bill Cosby, Richard Pryor e George Carlin). Quando ha circa dieci anni, i suoi genitori divorziano, di conseguenza lui e le sue tre sorelle vengono cresciuti dalla madre a Newton, nel Massachusetts. Il primo stimolo a interessarsi alla produzione di film e spettacoli televisivi proviene proprio da sua madre: «Ricordo di aver pensato in quinta elementare "Devo entrare in quella scatola e rendere migliore questa merda" [...] perché lei se lo merita».
Dopo essersi diplomato presso la Newton North High School, lavora come meccanico a Boston, prima di trovare il coraggio di esibirsi come comico.

### Matrimonio e divorzio
È stato sposato con l'artista e pittrice Alix Bailey; i due hanno divorziato nel 2008. Dal matrimonio ha avuto due figlie, Kitty e Mary Louise, delle quali ha l'affidamento congiunto con Bailey.
In un'intervista del 2010 C.K. ha descritto il suo ritorno a esibirsi e a realizzare speciali dopo il suo divorzio come un anno e mezzo di lavoro per superare la rottura del proprio matrimonio che, sebbene rappresentato come litigioso nella sitcom Lucky Louie di HBO, aveva comunque avuto un ruolo centrale nella sua vita e nei suoi spettacoli. Il divorzio e le esperienze di vita successive hanno ispirato la trama portante e molte delle scene comiche della serie televisiva Louie da lui ideata, trasmessa dal 2010 sul canale FX.

### Carriera
Il suo primo tentativo è stato nel 1984 in un comedy club durante una notte aperta alle esibizioni del pubblico, dove gli sono stati dati cinque minuti di tempo, ma aveva a disposizione solo due minuti di materiale. Questa esperienza lo ha tenuto lontano dal palco per due anni. In seguito C.K. ha iniziato gradualmente ad esibirsi in spettacoli a pagamento, ad aprire spettacoli per Jerry Seinfeld e ad essere ospite in locali di cabaret, fino a quando non si è trasferito a Manhattan nel 1989.

#### Come sceneggiatore e regista
C.K. è accreditato come autore di testi per diversi programmi televisivi, tra cui The Late Show with David Letterman, Late Night with Conan O'Brien, The Dana Carvey Show e Chris Rock Show. È stato candidato per tre volte agli Emmy Award per il suo lavoro nel Chris Rock Show, vincendo quello per la "migliore sceneggiatura di un varietà o una serie commedia" nel 1999. È stato candidato anche ad un Emmy Award per la sua sceneggiatura in Late Night with Conan O'Brien. Il film Pootie Tang, nato dagli sketch del Chris Rock Show e diretto e sceneggiato da C.K., ha ricevuto recensioni negative da parte della critica, ma ha ottenuto un buon seguito di pubblico. Nel 1998 C.K. ha sceneggiato e diretto Tomorrow Night, un film indipendente in bianco e nero che è stato presentato al Sundance Film Festival, e diversi cortometraggi. Nel 2009 è stato candidato ad un Emmy Award per la sceneggiatura del suo special del 2008 Chewed Up. Nel 2011 è stato candidato ad un Emmy per la sceneggiatura dell'episodio Poker/Divorce della serie televisiva Louie, da lui ideata, diretta, sceneggiata ed interpretata.
C.K. ha collaborato con Chris Rock per scrivere le sceneggiature di due film: Ritorno dal paradiso nel 2001 e Manuale d'infedeltà per uomini sposati nel 2007.
Nel 2015 ha diretto un film intitolato I'm a Cop, prodotto da Dave Becky, Blair Breards e Scott Rudin e dallo stesso C.K., che ne è anche sceneggiatore e interprete.
Nel 2016 ha debuttato su FX la serie televisiva Baskets, da lui ideata insieme a Zach Galifianakis e Jonathan Krisel, e la serie Better Things, da lui ideata e sceneggiata insieme a Pamela Adlon. Nello stesso anno C.K. ha ideato, sceneggiato, diretto e prodotto la webserie Horace and Pete, pubblicata sul suo sito web ufficiale senza alcun annuncio pubblicitario.

#### Come comico

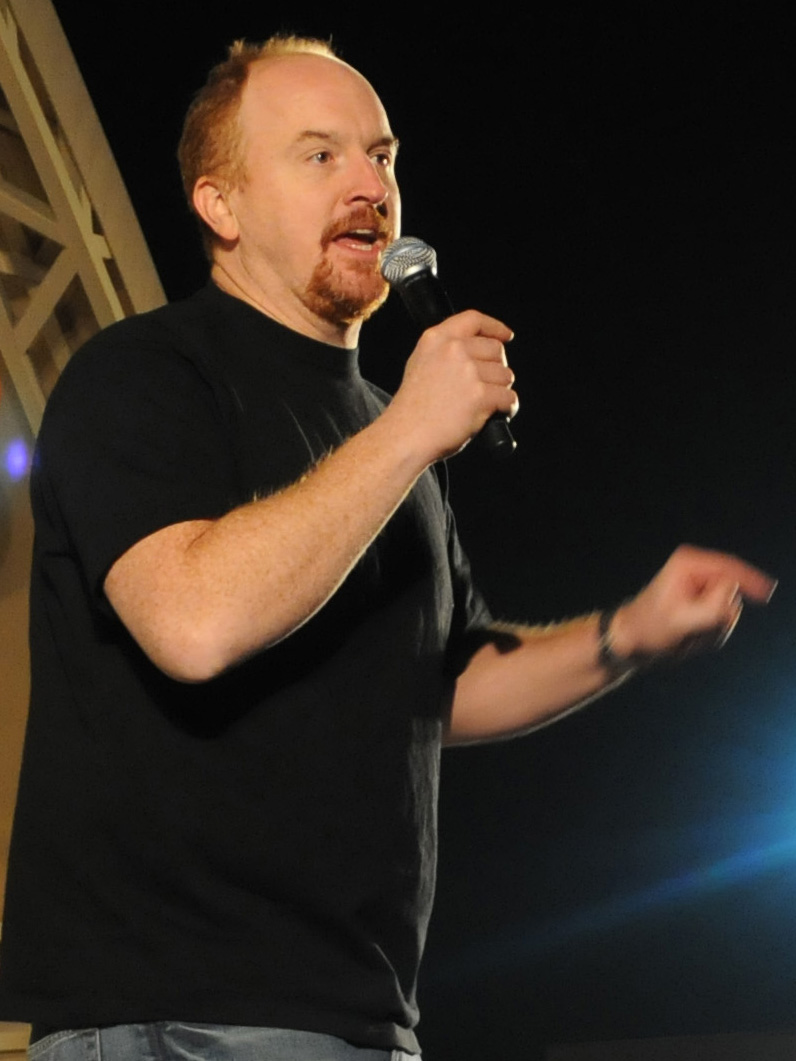
Louis C.K. nel Kuwait nel 2008

C.K. si è esibito frequentemente come comico stand-up in programmi televisivi come Late Show with David Letterman, Late Night with Conan O'Brien, Lopez Tonight, The Tonight Show with Jay Leno e Jimmy Kimmel Live. Nell'agosto del 2005 C.K. si è esibito per uno special di trenta minuti di HBO facente parte di una serie di performance comiche intitolata One Night Stand.
Nel 2006 C.K. si è esibito in un proprio special HBO di un'ora, intitolato Shameless. Il 1º marzo 2008 C.K. ha registrato lo special comico Chewed Up, trasmesso da Showtime il 4 ottobre 2008, ed è stato candidato a un Emmy Award per la miglior sceneggiatura di un special comico o varietà. Il 18 aprile 2009 C.K. ha realizzato un altro special intitolato Hilarious, pubblicato nel 2010. È stato il primo lungometraggio su un'esibizione comica stand-up ad essere presentato al Sundance Film Festival.

#### Come attore
Nel giugno del 2006 C.K. ha iniziato a recitare in Lucky Louie, una sitcom da lui ideata. La serie è stata trasmessa da HBO ed è stata registrata davanti ad un pubblico dal vivo. Lucky Louie è stato descritto come un ritratto schiettamente realistico della vita familiare. Tuttavia HBO ha cancellato la serie dopo la messa in onda della prima stagione.
Tra il 2008 e il 2009 C.K. è apparso in diversi film: Diminished Capacity, A casa con i miei, Role Models e Il primo dei bugiardi. Nel 2009 C.K. ha recitato in cinque episodi della serie televisiva della NBC Parks and Recreation, nel ruolo di un potenziale interesse amoroso del personaggio interpretato da Amy Poehler.
Nell'agosto del 2009 FX ha prodotto la nuova serie televisiva Louie da lui ideata e di cui è anche regista, sceneggiatore, montatore, nonché interprete principale. La serie mostra le sue stand-up mescolate a scene ispirate alle proprie esperienze di vita giù dal palco. La serie è stata trasmessa dal 29 giugno 2010 ed è stata in seguito rinnovata per una seconda e una terza stagione. Nel 2011 C.K. è stato candidato ad un Emmy Award come miglior attore in una serie commedia per la sua interpretazione in Louie.
Nel 2013 ha recitato nel film Blue Jasmine diretto da Woody Allen e in American Hustle di David O. Russell. Nel 2015 è stato uno degli interpreti principali del film L'ultima parola - La vera storia di Dalton Trumbo di Jay Roach.

## Controversie

### Accuse di molestie sessuali
Il 9 novembre del 2017 il New York Times, sulla scia del caso Weinstein, pubblica un articolo in cui cinque attrici accusano pubblicamente C.K. di essersi masturbato in loro presenza. Il giorno dopo il comico conferma la veridicità delle accuse. A causa dell'articolo viene cancellata la prima del suo nuovo film a New York e la sua partecipazione al The Late Show with Stephen Colbert. Netflix annuncia inoltre che non avrebbe prodotto il suo nuovo special, come precedentemente concordato.

### Il dopo-scandalo
Nel periodo immediatamente successivo allo scandalo Weinstein e al movimento Me Too, l'attore viene ritenuto "caduto in disgrazia" presso il pubblico americano. Nel 2018, tuttavia, l'attrice francese Blanche Gardin, durante la cerimonia che l'ha incoronata vincitrice del Premio Molière per l'umorismo, si è presentata con una spilla sul petto raffigurante Louis C.K. e lo ha ringraziato pubblicamente per la grande ispirazione che le ha fornito negli anni con i suoi sketch. I due sono stati fotografati mano nella mano qualche mese dopo, mentre C.K. ha ripreso a fare alcuni spettacoli negli USA e in Europa.
Durante la cerimonia del 2019, che l'ha incoronata vincitrice per la seconda volta, Blanche Gardin ha spiegato che quei ringraziamenti erano arrivati all'orecchio di Louis C.K. e che grazie a questo lei l'aveva "accalappiato"; l'attrice ha dunque colto l'occasione per ringraziare Bradley Cooper, facendo un chiaro riferimento al ringraziamento di Lady Gaga allo stesso la notte dei premi Oscar.
Nel corso del 2018 ha ricominciato lentamente a esibirsi nei comedy club americani e durante uno spettacolo a Brooklyn, nel giugno 2019, ha fatto un'apparizione a sorpresa suscitando una standing ovation del pubblico. Il 4 aprile 2020 ha pubblicato sul suo sito ufficiale Sincerely Louis C.K., un nuovo spettacolo che ne ha decretato il ritorno nella scena della comicità. Il 18 dicembre 2021 ha pubblicato, sempre sul proprio sito, lo spettacolo Sorry.

## Programmi televisivi
- Late Night with Conan O'Brien – sceneggiatore, 291 puntate (1993-1994)
- Late Show with David Letterman – sceneggiatore, 11 puntate (1995)
- The Dana Carvey Show – sceneggiatore, 8 puntate (1996)
- The Chris Rock Show – sceneggiatore, 28 puntate (1997-1999)
- Saturday Night Live – sceneggiatore, 15 puntate (1997-2007)
- Cedric the Entertainer Presents – sceneggiatore, 16 puntate (2002-2003)
- Saturday Night Live – presentatore, 4 puntate (2012-2017)

## Filmografia

### Attore

#### Cinema
- Tomorrow Night, regia di Louis C.K. (1998)
- London, regia di Hunter Richards (2005)
- Diminished Capacity, regia di Terry Kinney (2008)
- A casa con i miei (Welcome Home, Roscoe Jenkins), regia di Malcolm D. Lee (2008)
- Role Models, regia di David Wain (2008)
- Il primo dei bugiardi (The Invention of Lying), regia di Ricky Gervais e Matthew Robinson (2009)
- Tuna, regia di Bob Byington (2013)
- Blue Jasmine, regia di Woody Allen (2013)
- American Hustle - L'apparenza inganna (American Hustle), regia di David O. Russell (2013)
- 90 minuti a New York (The Angriest Man in Brooklyn), regia di Phil Alden Robinson (2014) - cameo
- L'ultima parola - La vera storia di Dalton Trumbo (Trumbo), regia di Jay Roach (2015)
- I Love You, Daddy, regia di Louis C.K. (2017)
- Fourth of July, regia di Louis C.K. (2022)

#### Televisione
- Lucky Louie – serie TV, 13 episodi (2006-2007)
- Parks and Recreation – serie TV, 6 episodi (2009-2012)
- Louie – serie TV, 61 episodi (2010-2015)
- Portlandia – serie TV, episodio 6x07 (2016)
- Horace and Pete – webserie, 10 episodi (2016)
- La meilleure version de moi-même – miniserie TV, 3 puntate (2021)

### Doppiatore
- Dr. Katz, Professional Therapist – serie TV, 4 episodi (1996-2002)
- Home Movies – serie TV, 5 episodi (2002)
- Gravity Falls – serie TV, 2 episodi (2015-2016)
- Maron – serie TV, episodio 4x01 (2016)
- Pets - Vita da animali (The Secret Life of Pets), regia di Chris Renaud e Yarrow Cheney (2016)
- I Griffin (Family Guy) – serie TV, episodio 16x01 (2017)

### Sceneggiatore e regista
- The Legend of Willie Brown – cortometraggio (1998)
- Tomorrow Night (1998)
- Pootie Tang (2001)
- Louie – serie TV, 61 episodi (2010-2015) – anche ideatore
- Horace and Pete – webserie, 10 episodi (2016) – anche ideatore
- I Love You, Daddy (2017)
- Fourth of July (2022)

### Sceneggiatore
- Ritorno dal paradiso (Down to Earth), regia di Chris Weitz e Paul Weitz (2001)
- Lucky Louie – serie TV, 3 episodi (2006) – anche ideatore
- Manuale d'infedeltà per uomini sposati (I Think I Love My Wife), regia di Chris Rock (2007)
- Baskets – serie TV, 1 episodio (2016) – anche coideatore
- Better Things – serie TV, 9 episodi (2016) – anche coideatore

## Spettacoli comici
- 2001 – Live in Houston (CD)
- 2005 – One Night Stand (DVD)
- 2007 – Shameless (DVD/download digitale)
- 2008 – Chewed Up (CD/DVD)
- 2010 – Hilarious (CD/DVD)
- 2011 – Live at the Beacon Theater (download digitale)
- 2012 – Word: Live at Carnegie Hall (download digitale, audio)
- 2013 – Oh My God (download digitale)
- 2015 – Live at the Comedy Store (download digitale)
- 2015 – Live at Madison Square Garden (download digitale, audio)
- 2017 – 2017 (streaming)
- 2020 – Sincerely Louis C.K. (download digitale)
- 2021 – Sorry (download digitale)
- 2023 – Back to the Garden (streaming, download digitale)
- 2023 – Louis C.K. at The Dolby (download digitale)

## Doppiatori italiani
Nelle versioni in italiano delle opere in cui ha recitato, Louis C.K. è stato doppiato da:
- Pasquale Anselmo in Parks and Recreation, Louie
- Angelo Maggi in American Hustle - L'apparenza inganna
- Simone Mori ne Il primo dei bugiardi
- Roberto Stocchi in Blue Jasmine
- Stefano Alessandroni ne L'ultima parola - La vera storia di Dalton Trumbo

Da doppiatore è sostituito da:
- Alessandro Cattelan in Pets - Vita da animali